# Aporocotyle pacifica
Aporocotyle pacifica är en plattmaskart. Aporocotyle pacifica ingår i släktet Aporocotyle och familjen Sanguinicolidae. Inga underarter finns listade i Catalogue of Life.